# Senet (reina)
Senet (Snt) va ser una reina egipcia que es presenta amb els títols de "Dona del Rei" i "Mare del Rei". Es desconeix la identitat d'aquests sobirans, tot i que en general es considera que Senet era una esposa d'Amenemhet II i mare de Sesostris II.

Se sap de la seva existència gràcies a tres estàtues, una de les quals va ser descoberta per Édouard Naville al delta del Nil. Les estàtues mostren la reina asseguda en un tron. A dues d'elles els falta la part superior. Una tercera estàtua conserva la part superior però la cara està molt danyada. Una d'aquestes estàtues du la inscripció següent:
“ỉr(y).t-pꜥ.t wr.t ḥts wr.t ḥs(y).t ḥm.tn(y)sw.t mwt n(y)sw.t Snt mȝꜥ.t ḫrw (noble dama, gran [al ceptre] ḥts (o ỉmȝt) gran de favor, dona del rei, mare del rei, Senet, només de veu)"

— segons J. Siesse.
Julien Siesse data les estàtues en la segona meitat de la XII dinastia, tot i que no exclou que datin de la XIII.
Wolfram Grajetzki va proposar que Senet hauria estat una dona de Sesostris III i la mare d'Amenemhet III.
Silke Roth suggereix que Senet podria ser una de les esposes d'Amenemhet III i la mare de Sobekneferu.
Gae Callender va proposar el rei Amenemhet II com el seu marit, ja que la seva dona encara no ha estat identificada amb certesa, mentre que per a la majoria dels altres reis de la XII dinastia se'n coneix almenys una esposa.